# U-11 (Kriegsmarine)
U-11 je bila nemška vojaška podmornica Kriegsmarine, ki je bila dejavna med drugo svetovno vojno.

## Zgodovina
Podmornico U-11 so uporabljali kot šolsko podmornico za usposabljanje novih podmorničarjev.
14. decembra 1944 je bila izvzeta iz aktivne službe, 3. maja 1945 pa je posadka podmornico v Kielu namerno potopila v operaciji Mavrica (samopotopitev nemške flote). Ostanki podmornice so bili leta 1947 razrezani za staro železo.

## Poveljniki
| Poveljniki |                 |                       |                                      |
| Št.        | Čin             | Ime                   | Poveljstvo                           |
| 1.         | Kapitanporočnik | Hans-Rudolf Rösing    | 21. september 1935 - 1. oktober 1937 |
| 2.         | Kapitanporočnik | Viktor Schütze        | 13. avgust 1938 - 4. september 1939  |
| 3.         | Kapitanporočnik | Georg Peters          | 5. september 1939 - 22. marec 1943   |
| 4.         | Nadporočnik     | Gottfried Stolzenburg | 23. marec 1943 - 13. julij 1944      |
| 5.         | Nadporočnik     | Günter Dobenecker     | 14. julij 1944 - 15. december 1944   |

## Tehnični podatki
| Kategorije                                    | Podatki         |
| --------------------------------------------- | --------------- |
| Teža (t): na površju pod površjem polna Teža  | 279 328 414     |
| Dolžina (m) - tlačni trup (m)                 | 42,70 - 28,20   |
| Širina (m) - tlačni trup (m)                  | 4.08 - 4,00     |
| Izpodriv (m)                                  | 3,90 m          |
| Višina (m)                                    | 8,60            |
| Moč (hp): na površju pod podvršjem            | 700 360         |
| Hitrost (vozlov): na površju pod podvršjem    | 13,0 7,0        |
| Doseg (milja/vozel): na površju pod podvršjem | 3100/8 43/4     |
| Torpeda/Torpedne cevi                         | 5/3 (na premcu) |
| Mine                                          | 12 TMA          |
| Posadka                                       | 22-24           |
| Maksimalni potop (m)                          | 150             |